# Xavier Gispert
Pour les articles homonymes, voir Gispert.
Xavier Gispert né le 4 janvier 1999, est un joueur espagnol de hockey sur gazon. Il évolue au Club Egara et avec l'équipe nationale espagnole.

## Carrière
Il a débuté en équipe première en mars 2019 à Santiago lors d'un double match amical face au Chili.